# 最高の花婿
『最高の花婿』（さいこうのはなむこ、Qu'est-ce qu'on a fait au Bon Dieu ?）は、2014年のフランスのコメディ映画。
監督はフィリップ・ドゥ・ショーヴロン、出演はクリスチャン・クラヴィエ、シャンタル・ロビーなど。
多様な人種や文化、宗教が混在するフランス社会を背景に、異文化同士の共存共栄や寛容というテーマをユーモラスに描き、本国フランスで1,300万人の観客を動員して2014年の年間興収成績1位のヒットとなった。
日本では、2015年6月に開催された「フランス映画祭2015」において『ヴェルヌイユ家の結婚狂騒曲』のタイトルで上映されたのち、2016年3月に『最高の花婿』のタイトルで一般上映された。
2019年に公開された続編の『最高の花婿 アンコール』（2020年3月27日、日本公開予定）も、フランス国内の観客動員数が約700万人を記録し、同年のフランス映画年間興行成績1位となった。

## ストーリー
2011年のフランス・シノン。ヴェルヌイユ家には4人の娘がおり、上3人が結婚したのはそれぞれイスラム教徒、ユダヤ教徒、中国系の男だった。敬虔なカトリック教徒でドゴール主義者でもある父クロードはこれに頭を悩ませ、家族全員で集まった食事会でも人種差別的な言動を繰り返していた。クロードの怒りとは裏腹に、妻のマリーや娘、その婿達は互いに親交を深めてゆく。
翌年のクリスマス休暇、家族は再びシノンで一堂に会する。クロードは婿達に相変わらずの態度を見せるが、フランスの国歌を歌い上げ、ミサにも付き添ってくれる彼らの姿を見て、柔和な態度を示すようになる。一方、未婚だった四女のロールも彼氏と婚約が成立し、家族にそのことを伝えるが、その相手はコートジボワール出身の黒人シャルルであった。両親の反応を懸念したロールはシャルルという名のカトリック教徒であるとだけ伝え、黒人であることは伝えられなかった。シャルルも婚約したことを故郷で家族に話すが、父アンドレからフランス人との結婚は許さないと釘を刺されてしまう。
「遂に"フランス人"の婿ができる」と舞い上がっていた両親だったが、年明けにシャルルと対面し、再び絶望する。それまでは人種差別を否としていたマリーも、自らにそのような考えがあることを認めた。それどころか姉夫婦らもこれに同調し、何とかロールとシャルルを引き離そうと躍起になる。後日、シャルルの実家とテレビ電話で結婚式の相談をするが、当てつけのように無茶な条件を繰り出され、事態は悪化の一途を辿る。
2013年7月、アンドレは妻と娘を連れ、1週間後のシャルルの結婚式のためにシノンを訪れるが、たちまちクロードと険悪になる。クロードとマリーは不穏さから気を病み、クロードは娘達に離婚をほのめかし、一人で世界一周旅行に行くと言い放つ。結婚式の前日、アンドレは「大事な話がある」と近所の池に釣りに行くクロードに同伴するが、そこで正直に語り合う内に実は似たような思想を持っていることが分かり、意気投合する。2人は仲良くレストランへ行くが、妻からの電話を無視した挙げ句泥酔したまま街で悪ふざけをし、留置場に入れられてしまう。
一方、ヴェルヌイユ家では2人が帰ってこないと大騒ぎになっていた。その晩、連絡を受けた3人の婿とシャルルは2人に会いに留置場へ行くが、警察に追い返される。ロールはもはや家族同士の関係は築けないと感じて結婚を諦め、パリに帰ることにする。翌朝、釈放された2人は仲良さげに帰宅するが、ロールは家を出た直後だった。怒り心頭の妻から結婚式が始まるまでにロールを連れ戻すよう命じられた2人は、後を追ってロールが乗った電車に乗り込む。車内でロールは和解した2人を見て喜ぶが、電車はパリまで停車しない。そこで2人は一計を案じて電車を止めさせ、無事ロールを式場の教会へ送ることに成功する。
披露宴では、クロードとアンドレが互いの家族を称え合うスピーチをする。クロードはその場でマリーに2度目の新婚旅行として世界一周旅行を提案し、妻との和解、そして他の婿家族との更なる交流を望むことを表明した。

## キャスト
- クロード・ヴェルヌイユ: クリスチャン・クラヴィエ - 父。敬虔なカトリック教徒でドゴール主義者。
- マリー・ヴェルヌイユ: シャンタル・ロビー - 母。
- ダヴィド・ヴェニシュ: アリ・アビタン - 次女の夫。ユダヤ人。事業に失敗し、無職。
- ラシッド・ベナセム: メディ・サドゥン - 長女の夫。アラブ人。国選弁護士。
- シャオ・リン: フレデリック・チョー - 三女の夫。中国人。銀行の幹部。
- シャルル・コフィ: ヌーム・ディアワラ（フランス語版） - 四女の恋人。コートジボワール出身のカトリック教徒。舞台俳優。
- イザベル・ヴェルヌイユ: フレデリック・ベル（フランス語版） - 長女。弁護士。
- オディル・ヴェルヌイユ: ジュリア・ピアトン（フランス語版） - 次女。歯科医。
- セゴレーヌ・ヴェルヌイユ: エミリー・カン（フランス語版） - 三女。画家。
- ロール・ヴェルヌイユ: エロディ・フォンタン - 四女。パリの女子大を卒業後、テレビ局の法務部に勤務する。
- アンドレ・コフィ: パスカル・ンゾンジ（フランス語版） - シャルルの父。退役軍人。アフリカ政策を除いてはドゴール主義に賛同している。
- マドレーヌ・コフィ: サリマタ・カマテ - シャルルの母。
- ヴィヴィアン・コフィ: タチアナ・ロホ（フランス語版） - シャルルの妹。

## 作品の評価
アロシネによれば、フランスの8つのメディアによる評価の平均点は5点満点中3.8点である。